# Tyler (Texas)
Tyler je město v okresu Smith County ve státě Texas ve Spojených státech amerických. Jde o 38. nejlidnatější město v Texasu a 289. nejlidnatější město ve Spojených státech amerických. Město nese název po Johnu Tylerovi, bývalém americkém prezidentovi. Nachází se asi 60 kilometrů západně od města Longview, 160 kilometrů od Dallasu a 370 kilometrů od Austinu. Nachází se tedy ve Východním Texasu, konkrétně v oblasti Severovýchodní Texas.
K roku 2020 zde žilo 105 995 obyvatel. S celkovou rozlohou 151km² byla hustota zalidnění 730 obyvatel na km². Ve městě převládá vlhké subtropické podnebí.